# Tubigorgia cylindrica
Tubigorgia cylindrica är en korallart som beskrevs av Fedor Aleksandrovich Pasternak 1985. Tubigorgia cylindrica ingår i släktet Tubigorgia och familjen Anthothelidae. Inga underarter finns listade i Catalogue of Life.